# Печовский, Виктор
Ви́ктор Пе́човский (словац. Viktor Pečovský; род. 24 мая 1983, Брезно, Среднесловацкий край) — словацкий футболист, полузащитник клуба «Жилина».

## Карьера

### Клубная
Виктор начал играть в футбол в академии ФК «Татран Черны Балок». Затем перешёл в «Дуклу» где и подписал свой первый профессиональный контракт в 2000 году. За свой клуб футболист отыграл 11 лет. 23 июня 2011 года Виктор подписал трёхлетний контракт с «Жилиной».

### Международная
Дебют в основной сборной состоялся 15 августа 2012 года в гостевой игре против Дании в Оденсе. Словакия уступила 3-1.